# San Michele di Serino
San Michele di Serino là một đô thị (commune) thuộc tỉnh Avellino trong vùng Campania của Ý. San Michele di Serino có diện tích 5 km2, dân số là 2567 người (thời điểm ngày 1 tháng 5 năm 2009).